# Paul Kummer
Paul Kummer (Zerbst, 1834. augusztus 22. – Hannoversch Münden, 1912. december 6.) német evangélikus hitoktató, tanár és tudományos kutató, akinek neve elsősorban a mikológiai nomenklatúra rendszeréhez való hozzájárulásai miatt ismert. Botanikai szakmunkákban nevének rövidítése: „P.Kumm.”.

## Élete
1857-től 1863-ig magántanárként tevékenykedett, majd segédlelkész volt Zerbst városában, 1877-ig. 1877-től hitoktatóként dolgozott Hannoversch Mündenben.

## Szerepe a mikológiában
Korábban a kalaposgombák osztályozásánál Elias Magnus Fries, aki ennek úttörője volt, csak nagyon kis számú genust írt le, a legtöbb fajt az Agaricus nembe besorolva, a kis számú nemzetséget pedig számos „tribusra" tagolva. 1871-ben kiadott, Der Führer in die Pilzkunde (A gombászat kalauza) című művében Kummer ezeknek a tribusoknak a nagy részét genus-rangra emelte, ily módon megalkotva számos gombataxon ma is használatban lévő tudományos nevét.
Az általa leírt taxonok tudományos elnevezésében a neve P.Kumm formában szerepel.

## Művei
- "Der Führer in die Mooskunde. Anleitung zum leichten und sicheren Bestimmen der deutschen Moose". (Mohakalauz. Útmutató a német mohák egyszerű és biztos határozásához) 119 S.; Berlin, 1873.
- "Der Führer in die Lebermoose und die Fefäßkryptogamen" (Schachtelhalme, Bärlappe, Farne, Wurzelfrüchtler). 1. Aufl.; Berlin (Springer); (1875).
- "Kryptogamische Charakterbilder". VIII+251 S., 220 Abb.; Hannover, (1878).
- "Der Führer in die Mooskunde. Anleitung zum leichten und sicheren Bestimmen der deutschen Moose", 2. Aufl.; Berlin, (1880).
- "Die Moosflora der Umgebung von Hann.-Münden". - Bot. Centralblatt 40: 65-72, 101-106; Kassel, (1889).
- "Der Führer in die Mooskunde. Anleitung zum leichten und sicheren Bestimmen der deutschen Moose". 3. Auflage; Berlin, (1891).
- "Der Führer in die Lebermoose und die Gefäßkryptogamen" (Schachtelhalme, Bärlappe, Farne, Würzelfrüchtler). 2. Auflage VII+148 S.; Berlin (Springer), (1901).[1]

## Külső hivatkozások
- "Paul Kummer", Historical Index of Mycologists, Illinois Mycological Society".

## Fordítás
- Ez a szócikk részben vagy egészben  a   Paul Kummer című angol Wikipédia-szócikk fordításán alapul.  Az eredeti cikk szerkesztőit annak laptörténete sorolja fel. Ez a jelzés csupán a megfogalmazás eredetét és a szerzői jogokat jelzi, nem szolgál a cikkben szereplő információk forrásmegjelöléseként.